# پیوبزی دآلبا
پیوبزی دآلبا (به ایتالیایی: Piobesi d'Alba) یک کومونه در ایتالیا است که در استان کونیو واقع شده‌است. پیوبزی دآلبا ۴٫۰ کیلومتر مربع مساحت و ۱٬۱۷۰ نفر جمعیت دارد.